# Giga (Nations unies)
 (avril 2024).
Pour les articles homonymes, voir Giga (homonymie).
Giga est un programme de travail conjoint de deux agences onusiennes, le Fonds des Nations unies pour l'enfance (UNICEF) et l'Union internationale des télécommunications (UIT), dont l'objectif est de connecter toutes les écoles du monde à l'internet.

## Histoire
Le programme a été lancé en 2019 et comporte trois catégories d'activités : la cartographie, pour identifier les écoles d'une région, le financement pour créer des collaborations avec des pays et encourager les investissements privés  et la connexion, pour déterminer les meilleures solutions techniques connectivité et d'infrastructure sûre.
Giga a permis de connecter près de  6000 écoles  à Internet dans 30 pays. Plus de 2 millions d'écoles ont été cartographiées 

## Agences
Leur bureaux basés à  Barcelone développent des technologies open source telles des applications de mesure de connectivité ,. À l'automne 2024, une antenne ouvre ses portes à Genève  qui participera à la recherche de nouvelles technologies et de mécanismes de financement